# Alto Paraguai (microregio)
Alto Paraguai is een van de 22 microregio's van de Braziliaanse deelstaat Mato Grosso. Zij ligt in de mesoregio Centro-Sul Mato-Grossense en grenst aan de mesoregio's Sudoeste Mato-Grossense in het zuiden en westen en Norte Mato-Grossense in het noorden en oosten en de microregio Rosário Oeste in het zuidoosten. De microregio heeft een oppervlakte van ca. 6930 km². Midden 2004 werd het inwoneraantal geschat op 28.172.
Vijf gemeenten behoren tot deze microregio:
- Alto Paraguai
- Arenápolis
- Nova Marilândia
- Nortelândia
- Santo Afonso

Mesoregio's: Centro-Sul Mato-Grossense · Nordeste Mato-Grossense · Norte Mato-Grossense · Sudeste Mato-Grossense · Sudoeste Mato-Grossense

Microregio's: Alta Floresta · Alto Araguaia · Alto Guaporé · Alto Pantanal · Alto Paraguai · Alto Teles Pires · Arinos · Aripuanã · Canarana · Colíder · Cuiabá · Jauru · Médio Araguaia · Norte Araguaia · Paranatinga · Parecis · Primavera do Leste · Rondonópolis · Rosário Oeste · Sinop · Tangará da Serra · Tesouro